# 브르치코

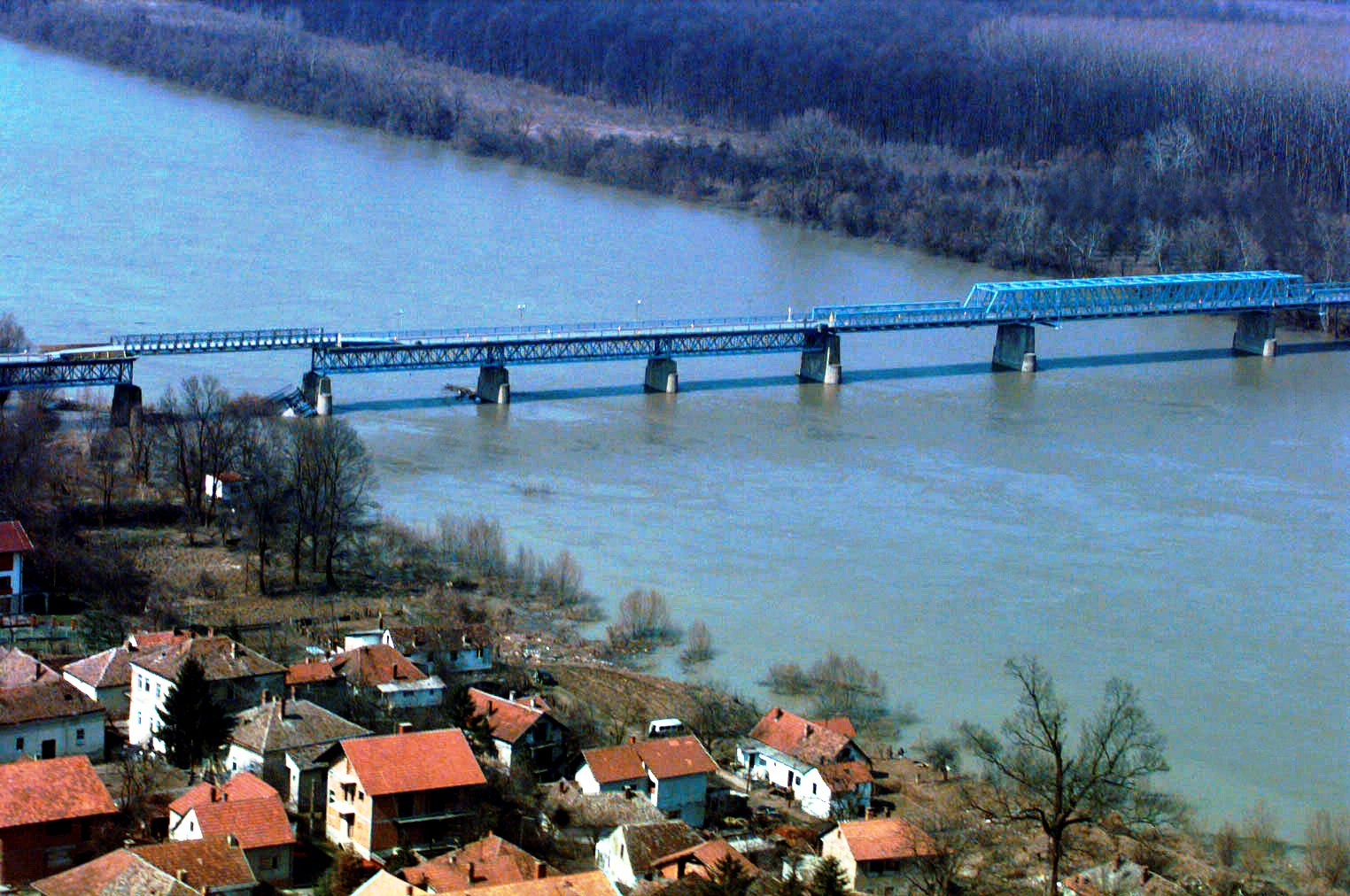
브르치코 교(1996년)

브르치코(보스니아어: Brčko, 크로아티아어: Brčko, 세르비아어: Брчко, Brčko)는 보스니아 헤르체고비나 북부에 위치한 도시로, 브르치코 행정구의 행정 중심지이며 면적은 493km2, 인구는 41,000명(2006년 기준)이다. 크로아티아와 국경을 접하고 있고 사바강이 흐른다.

## 사진

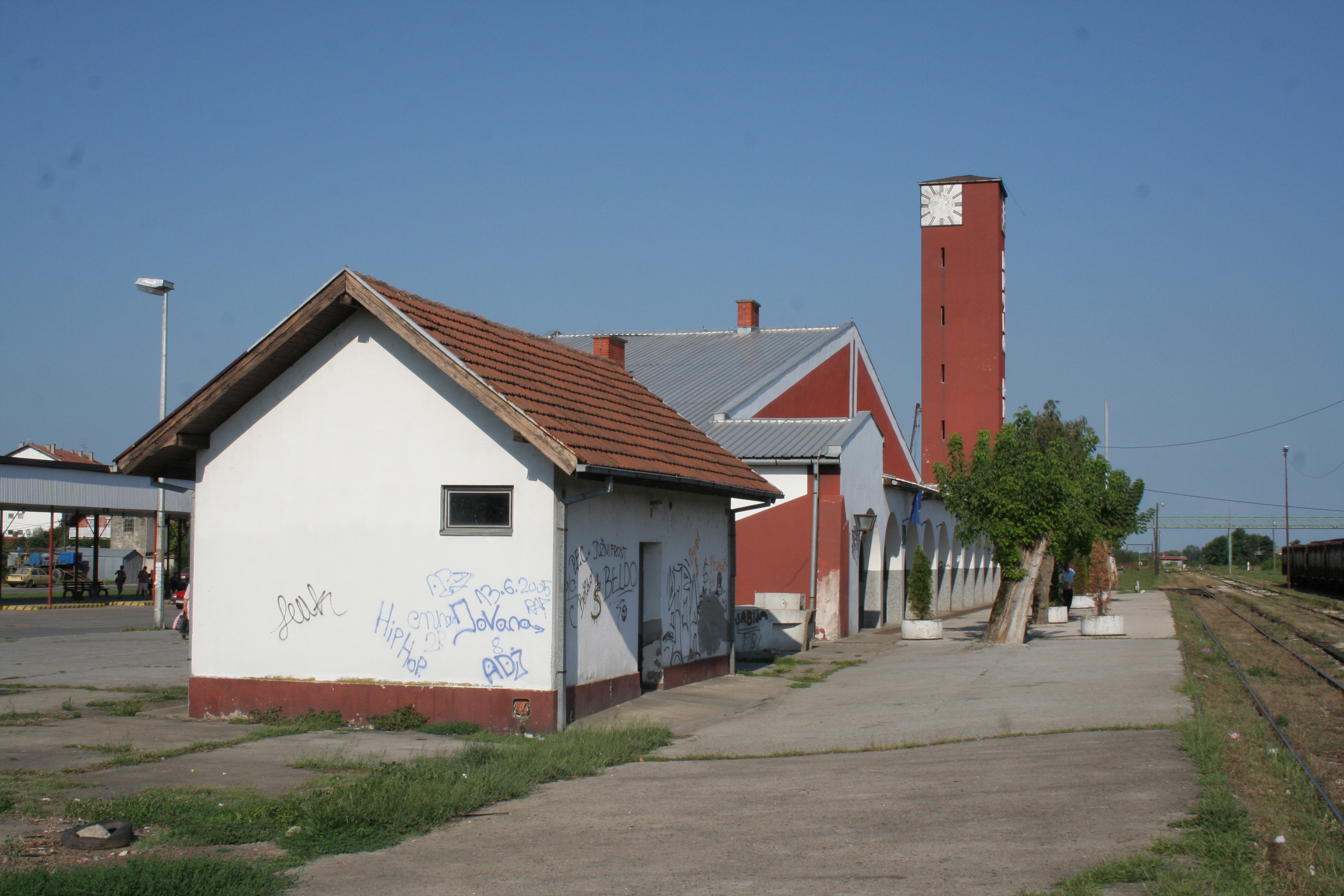
브르치코에 있는 철도역